# IC 4837A
IC 4837A је спирална галаксија у сазвјежђу Телескоп која се налази на листи објеката дубоког неба у Индекс каталогу.
Деклинација објекта је - 54° 7' 59" а ректасцензија 19h 15m 15,9s. Привидна величина (магнитуда) објекта IC 4837 износи 11,8 а фотографска магнитуда 12,6. IC 4837A је још познат и под ознакама ESO 184-47, FAIR 859, AM 1911-541, IRAS 19112-5413, PGC 62964.